# Glamoč (ort)
Glamoč (Гламоч) är en ort i Bosnien och Hercegovina.   Den ligger i entiteten Federationen Bosnien och Hercegovina, i den västra delen av landet, 120 km väster om huvudstaden Sarajevo. Glamoč ligger 950 meter över havet och antalet invånare är 4 016.
Terrängen runt Glamoč är huvudsakligen kuperad, men åt nordväst är den platt.Runt Glamoč är det ganska tätbefolkat, med 93 invånare per kvadratkilometer.. Glamoč är det största samhället i trakten. 
I omgivningarna runt Glamoč växer i huvudsak blandskog.